# تپه آق‌بلاق
تپه آق بلاق مربوط به هزاره اول قبل از میلاد - دوره اشکانیان است و در شهرستان مشگین‌شهر، بخش مرکزی، دهستان دشت، روستای نصیرآباد واقع شده و این اثر در تاریخ ۱۲ دی ۱۳۸۶ با شمارهٔ ثبت ۲۰۳۲۹ به‌عنوان یکی از آثار ملی ایران به ثبت رسیده‌است.